# Chmieliński

Chmieliński, wersja podstawowa

Chmieliński (Chmelentz, Chmelentzke, Chmelenz, Chmielinski, Drzewica odmienny) – kaszubski herb szlachecki, według Przemysława Pragerta odmiana herbu Drzewica.

## Opis herbu
Herb występował w co najmniej czterech wariantach. Opisy z wykorzystaniem zasad blazonowania, zaproponowanych przez Alfreda Znamierowskiego:
Chmieliński I (Chmelenz, Chmielinski): W polu błękitnym półksiężyc srebrny z twarzą w prawo, nad nim i pod nim po gwieździe złotej. Klejnot: trzy lilie heraldyczne na łodygach zielonych z listkami podłużnymi (po jednym na stronę), ułożone w wachlarz. Labry błękitne, podbite srebrem.
Chmieliński Ia (Chmelentz, Chmelenz, Chmielinski): Księżyc jest w lewo, klejnot nad hełmem bez korony lilie naturalne, po dwa listki na stronę na łodygach. Labry błękitne, podbite srebrem.
Chmieliński Ib (Chmelentzke, Chmielinski): Tarcza ze skrajem (bordiurą), księżyc w prawo, z twarzą, przy lewym skraju styka się barkiem z bordiurą, gwiazda jedna w prawym górnym rogu nachodzi na bordiurę, druga pod księżycem, nachodzi na bordiurę. Klejnot bez korony, trzy lilie naturalne na łodygach ulistnionych (po trzy listki na stronę). Labry. Barwy całości nieznane.
Chmieliński Ic (Chmielinski): Jak Ia, ale księżyc w prawo, z jego lewej i prawej po dwie gwiazdy w słup.

## Najwcześniejsze wzmianki
Herb umieszczony na mapie Pomorza Lubinusa z 1618 (wariant Ib). Wymieniany także przez Nowego Siebmachera (warianty I i Ic), Pommersches Wappenbuch Bagmihla (wariant Ia), Adelslexikon der Preussichen Monarchie Ledebura (wariant Ic) i Der Polnische Adel Żernickiego (wariant I). Opisany słownie przez Uruskiego (wariant Ic), który jednak zamienił lilie na róże.

## Rodzina Chmielińskich
Rodzina szlachecka z Chmieleńca w ziemi lęborskiej. W 1409 roku występuje jakiś Maćko z Chmieleńca w sprawie z karczmarzem z Bożepola. Chmieleniec prawdopodobnie dzielili z Bochen-Chmielińskimi. W początku XVIII wieku wyparci ze swego gniazda nabyli posiadłości we wsiach: Perlinko, Słajszewo, Bożepole Małe, Lublewko. W 1804 szlachta tego nazwiska miała także działy w Gardkowicach, Kisewie, Paraszynie oraz całe Strzelęcino.

## Herbowni
Chmieliński (Chmelenski, Chmelentz, Chmelentzke, Chmelentzki, Chmelentzky, Chmelenz, Chmelenzke, Chmelinski, Chmieleński, Chmieliński, Chmielinski, Chmilentzki, Chelenz?).
Chmielińscy z Mazowsza, których część osiedliła się także w Prusach, a niebędący wspólnego pochodzenia z kaszubskimi Chmielińskimi, mieli używać wedle Pragerta herbu: Leszczyc. Chmielińscy z przydomkiem Bochen używać powinni herbu Bochen, ewentualnie Bochen II.
Zachowała się też pieczęć, prawdopodobnie należąca do jednego z pięciu braci Chmielińskich, pochodząca z 2 połowy XVIII wieku, całkowicie odmienna. Zawierała ona w polu srebrnym serce czerwone, przeszyte strzałami w krzyż skośny. Nie wiadomo jednak, czy jest to jakiś inny herb Chmielińskich, wizerunek z tzw. pieczęci przyjacielskiej, czy używający pieczęci należał do jakichś innych Chmielińskich. Pragert opisuje ten herb jako Chmieliński II.